# Quezaltepeque (El Salvador)
Quezaltepeque è un comune del dipartimento di La Libertad, in El Salvador.